# Grimming
Grimming je izolovaná vápencová hora v Rakousku. Nachází se mezi údolím Ennstal a masivem Salzkammergutberge. Horopisně se patří do Severních vápencových Alp a řadí se dle různých zdrojů do pohoří Dachstein () či masivu Totes Gebirge.

## Poloha
Vrchol Grimming leží nad údolím řeky Enns nad městem Irdning v spolkové zemi Štýrsko. Jde o ultraprominentní horu (1518 m) tvořící přirozenou dominantu svému okolí, které povětšinou převyšuje o 1700 metrů.

## Výchozí body a trasy
- Jih
Na jihu se jedná o malou osadu Niederstuttern (652 m n. m.). Cesta odtud vychází na chatu Grimming Hütte (966 m) a pokračuje směrem do kotle Die Au na křižovatku cest. Vlevo stoupá cesta „SO Grat“ na jihovýchodní hřeben. Tímto místy lehkým lezením na vrchol. Hodnocení obtížnosti cesty je I-II. UIAA (klíčový úsek II+). Délka: Niederstuttern – Grimming Hütte (1 hod.) – Grimming (4 hod.) – sestup „normálkou“ přes vrchol Multereck – 2176 m (4 hod.) Celkem 9 hod.
- Sever
Výchozím bodem k výstupu na severu je zimní středisko Tauplitz (850 m). Z Tauplitz vede sjízdná silnice až k hotelu Kulm (962 m), ze které pokračuje stezka žlabem Stribing graben až pod vrchol Farbkogel, kde je místy uměle zajištěna. Lehké zajištění ve formě ocelových lan a kolíků pokračuje až těsně pod vrchol. Obtížnost je nižší než u jižní cesty. Délka: Tauplitz – Kulm (0,25 hod.) – Grimming – (3,5 hod.) – Sestup (3 hod) Celkem 6,5 hod.

## Bivak na vrcholu
Od roku 1949 stojí pár metrů pod vrcholovým kříže bivakovací krabice Toni Adams Dr. Obersteiner Biwak (4 osoby, nouzový telefon). Již v 19. století zde stála měřící meteorologická stanice. Postupem času a četnosti zásahů záchranářů zde horský spolek Alpenverein nechal postavit bivak.

#### Mapa
- Freytag a Berndt č. WK 082 (Bad Ausee – Totes Gebirge – Bad Mitterndorf / Tauplitz) – 1:50 000